# Положение вещей
«Положение вещей» — художественный фильм немецкого режиссёра Вима Вендерса, снятый в жанре road movie. Фильм вышел в 1982 году.

## Сюжет
Февраль 1981 года, Португалия. Берег моря. В полуразрушенном бурей курортном отеле поселились участники съёмочной группы фильма о ядерной войне. Денег на продолжение съёмок нет.

## В ролях
- Патрик Бошо — Фридрих, режиссёр
- Аллен Гарфилд — Гордон, продюсер
- Изабель Вайнгартен — Анна
- Ребекка Паули — Джоан
- Джеффри Кайм — Марк
- Джеффри Кэри — Роберт
- Камилла Мора — Джулия
- Александра Одер — Джейн
- Пол Гетти-младший — Деннис, сценарист
- Вива — Кейт
- Сэмюэл Фуллер — Джо, оператор
- Роджер Корман — юрист
- Дженет Расак — Карен
- Артур Семеду — менеджер
- Франсиску Байан — звукорежиссёр
- Роб Крамер — оператор
- Монти Бейн — Герберт

## Награды и номинации
- 1982 — Лауреат Международного Венецианского кинофестиваля, обладатель главной награды «Золотой лев»

## Интересные факты
- Фильм начинается с фрагмента «виртуального» фильма о ядерной войне, который перекликается с ранним фильмом Роджера Кормана «День конца света» и фильмом Стенли Крамера «На берегу»